# 西詰嘉明
西詰 嘉明（にしづめ よしあき、1969年11月7日 - ）は、日本の野球指導者、野球解説者。

## 来歴
滝川第二高等学校を経て、同志社大学を卒業。
高校時代は投手として活動し、1987年の在籍時には滝川第二高等学校の初の甲子園出場を果たす。高校の1学年後輩に佐野貴英がいた。大学時代は明治神宮野球大会に出場して登板はないが優勝を果たす。同期に片岡篤史、1学年上に杉浦正則、1学年下に宮本慎也がいた。
大学卒業後は東芝府中野球部で社会人野球選手として活動し、都市対抗野球大会に出場する。6年で現役を引退し、以降は同チームのコーチを務めた。2005年よりセガサミー硬式野球部に移籍してコーチを務め、2011年に第3代監督に就任し2013年まで務めた。監督としては都市対抗野球大会と社会人野球日本選手権大会に出場する。
第90回都市対抗野球大会、第91回都市対抗野球大会では野球解説者を努める。
関東44年会は、2008年ごろに東芝府中と東芝で同期であった西詰嘉明と谷口英規が同学年を誘って集めたことから始まった。
2021年3月、自身の出身校である滝川第二高等学校野球部の監督に就任。
2022年9月、同年春に新型コロナウイルスに感染した部員に対して「～菌」と発言したり、「殺すぞ」と人格を否定する発言を行ったほか、複数の顧問教員を生徒の前で叱責するなどといった行為が学校側に報告され、調査を行った滝川第二高等学校は西詰によるこれら暴言やパワーハラスメントを事実と認定したことが明らかになった。西詰は一部を否認しつつも部員らに謝罪を行った。兵庫県高等学校野球連盟も調査を行い、処分が検討される見通しであるほか、処分の内容次第では滝川第二高等学校も監督を解任する可能性があることが報じられていたが、9月9日、滝川二高は高野連の処分を待たずに西詰を監督から解任し、新体制で臨むことを発表した。